# Luud Schimmelpennink

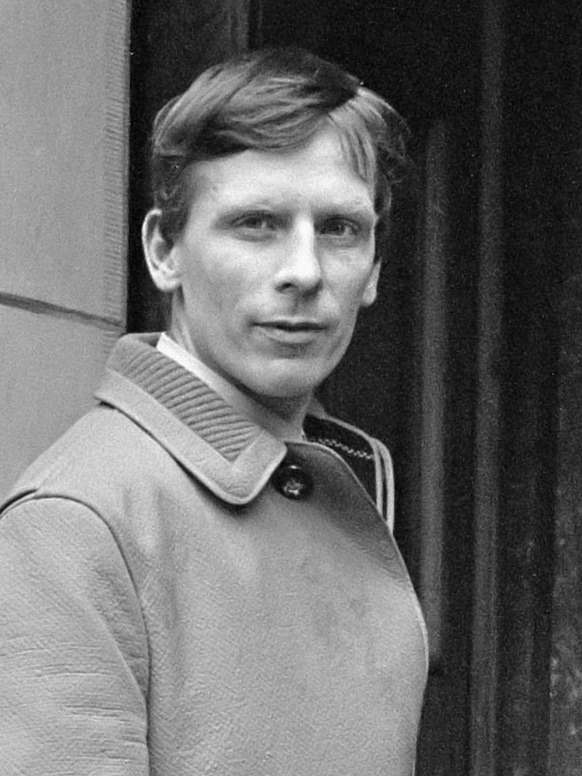
Luud Schimmelpennink 1967

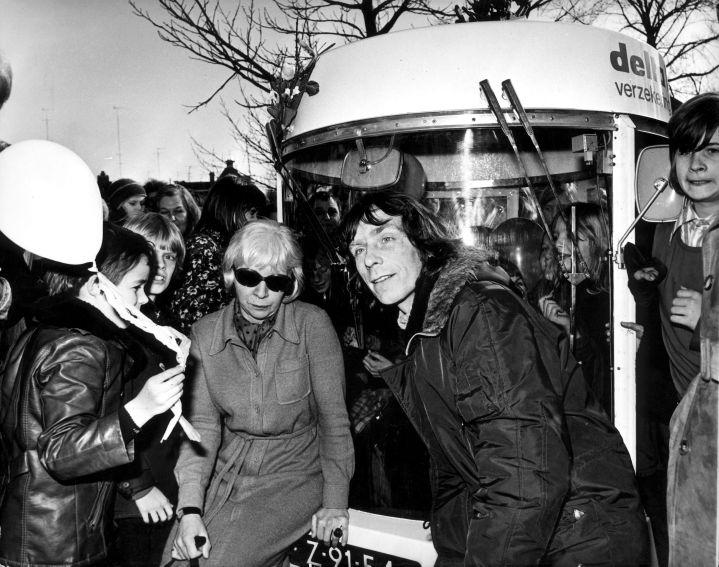
Verkehrsministerin Irene Vorrink und Luud Schimmelpennink

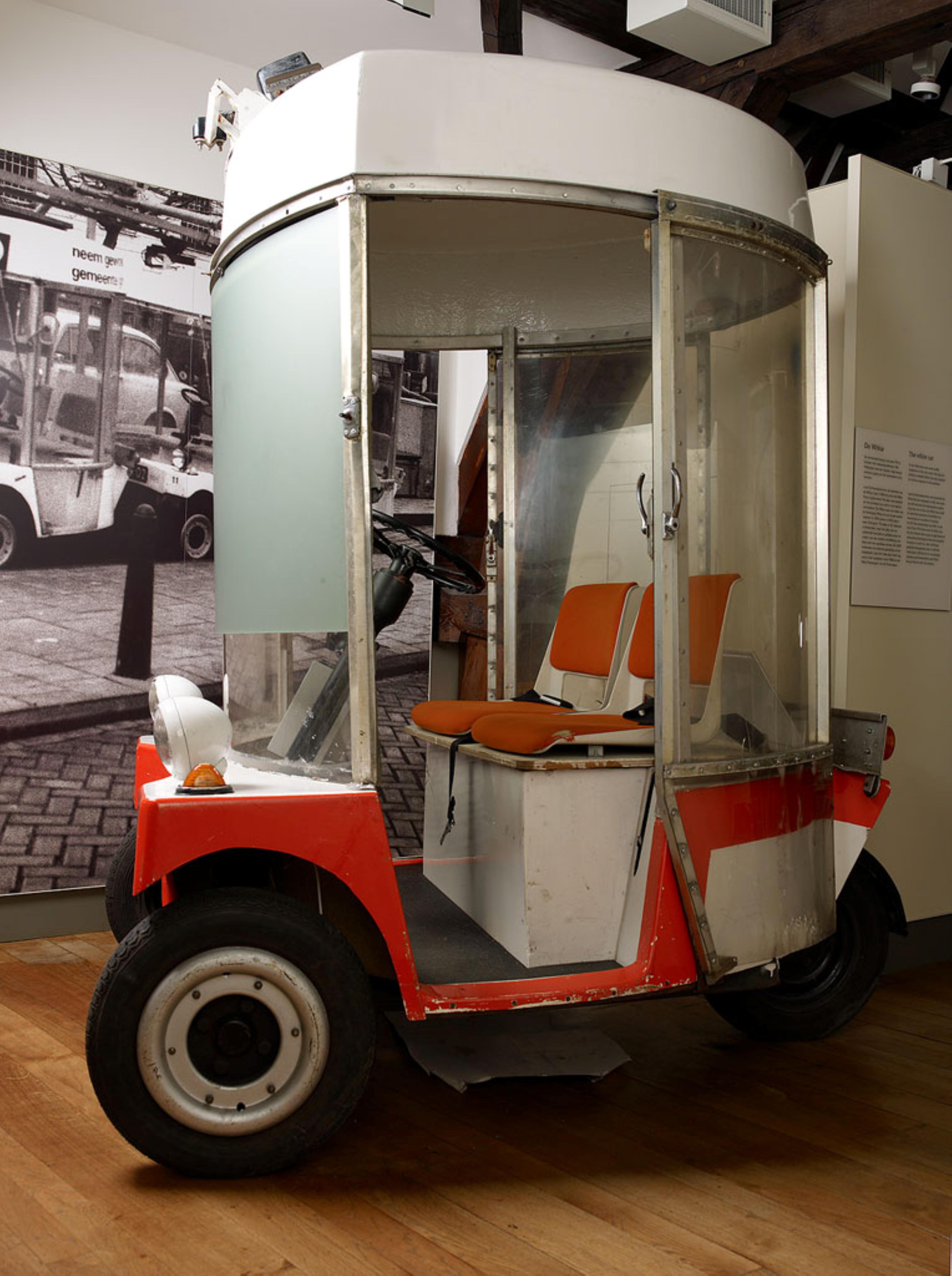
Elektrofahrzeug Witkar im Amsterdam Museum

Laurens (Luud) Maria Hendrikus Schimmelpennink (* 27. Mai 1935 in Amsterdam) ist ein niederländischer Politiker, Erfinder und war von 1965 bis 1967 aktiv in der Provo-Bewegung sowie Initiator des Weißen Fahrradplanes.

## Leben
Schimmelpennink machte eine Ausbildung als Maschinenbauer bei der Hogere Technische School (HTS) und war Mitte der 1960er Jahre durch seine Idee des Witte Fietsplan (Weißer Fahrradplan) einer der bekanntesten Provos. Er lieferte die Chemikalien für die am 10. März 1966 auf der Hochzeit von Prinzessin Beatrix und Claus von Amsberg von Peter Bronkhorst geworfene Rauchbombe. Am 28. Juli 1965 wurde bei den wöchentlich stattfindenden Happenings von Robert Jasper Grootveld in der Amsterdamer Innenstadt am Spui ein Flugblatt verteilt, Provokatie Nr. 5, in dem der weiße Fahrradplan vorgestellt wurde. Das erste Gratisrad wurde am Lieverdje weiß gestrichen und sofort von der Polizei beschlagnahmt, da das gesetzlich vorgeschriebene Fahrradschloss fehlte. Zu dieser Zeit machte Schimmelpennink auch bekannt, dass die Provos einen Economies Terroristies Raad (Wortspiel für Economischer terroristischer Raad; „Ökonomischer terroristischer Rat“) gegründet hätten, der ökonomische Skandale an die Öffentlichkeit bringen werde, wie den Konkurs der Texeira de Mattos-Bank. Am 22. November 1967 wurde Schimmelpennink als Nachfolger des Provo-Gemeinderatsmitgliedes Bernhard de Vries in den Amsterdamer Gemeinderat gewählt.

## Erfinder
Im Gemeinderat stellte Schimmelpennink seinen weißen Fahrradplan mit dem Argument vor, dass die kostenlos zu benutzenden Fahrräder einen Beitrag gegen die städtische Luftverschmutzung leisten könnten. Mit 2000 Rädern wollte er den bereits 1965 entstandenen Plan realisieren. Der Gemeinderat lehnte seinen Vorschlag jedoch ab. Daraufhin baute er ein elektrisch angetriebenes Dreirad-Auto, das ebenfalls weiß lackiert wurde (Witkar), für 2 Personen, mit einem 24 Volt Elektromotor von 2000 Watt und einem Gewicht von 452 Kilogramm sowie einer Höchstgeschwindigkeit von 30 km/h. Interessierte konnten bei der Coöperatieve Vereniging Witkar (Genossenschaft weiße Karre) Mitglied bei einem der fünf bestehenden Depots werden. Eine lebenslange Mitgliedschaft sollte 25 Gulden kosten. Das Dreirad-Auto musste nach Gebrauch wieder bei einer der Autogaragen abgestellt werden, wo der Akku innerhalb von sieben Minuten aufgeladen werden konnte. Am 21. März 1974 eröffnete die damalige Ministerin Irene Vorrink das erste Autodepot. Die Kooperative wurde 12 Jahre später, am 27. Oktober 1986 beendet, da das Ziel, 25 Autodepots mit zusammen 125 Dreirad-Autos nicht erreicht wurde.
Mit seiner Stiftung Y-tech-Innovaties brachte Schimmelpennink ein überdecktes Liegerad („Ligfiets“) und ein modernes Transportfahrrad auf den Markt. Im September 1999 sollte mit 250 Rädern und sechs Depots der Weiße Fahrradplan mit moderner Technologie neu gestartet werden. Das Ministerium für Verkeer en Waterstaat investierte eine Million Gulden, die Telefongesellschaft KPN lieferte die technischen Mittel und die Gemeinde Amsterdam wollte die sechs Raddepots mitfinanzieren. Der Gemeentevervoerbedrijf (GVB) von Amsterdam sollte das Projekt betreiben. Der Projektleiter der GVB hatte im März 2000 20 Depots geplant, technische Schwierigkeiten verzögerten aber die Initiative und der GVB wollte zur Behebung der Probleme ein neues Computerprogramm schreiben lassen.
Luud Schimmelpennink ist im Amsterdamer Stadtrat für die Partij van de Arbeid (PvdA) vertreten und war in den Gemeindekommissionen für Bauen, Wohnen und Stadtentwicklung (Commissie Bouwen, Wonen en Stedelijke Ontwikkeling) und in der Kommission Sozial- und Bildungswesen (Commissie Welzijn en Onderwijs) aktiv tätig. Am 8. Mai 2009 informierte die PvdA auf ihrer redaktionellen Webseite, dass kommerzielle Unternehmen zusammen mit der Gemeinde Amsterdam den Plan von Schimmelpennink erneut seriös in Betracht ziehen, um die Witkar–Initiative zu realisieren.
2008 erhielt Schimmelpennink den Sustainable Mobility Pioneer Award für seine „weißen Pläne“.